# JR東日本GV-E197系柴油動車組
JR東日本GV-E197系柴油動車組（日语：JR東日本GV-E197系気動車），是JR東日本為了取代老舊的碎石運輸車及柴油機關車而製造的列车。量產先行車於2021年1月17日出廠，並於1月20日甲種輸送。預計此车將於2021年春季開始於高崎地區進行試驗，并於2021年4月起开始量产。

## 概要
引入此列車是為了取代國鐵時期的DD51型機關車及舊型碎石運輸車。故製造一列量產先行車於高崎地區進行試驗。
由於此列車是使用柴油推動，所以能夠於電氣化及非電氣化的路段行駛。並且列車兩側都設有柴油機車，所以機車不需要掉頭，以加快效率。
除了作為碎石運輸車外，此列車也會於非電化路段為牽引機車，運送回廠列車。
此型柴聯車是JR東日本首次開發用於資材搬運的事業用車輛，據鐵道記者松沼猛的推測，因旅客列車以電聯車與柴聯車為主流，淘汰用途受限、需專門駕駛執照的機關車是大勢所趨，所以開發事業用柴聯車、電聯車取而代之。

## 車輛介紹

### GV-E197型
GV-E197型為兩邊的電氣傳動式柴聯車，負責拖行GV-E196型，每節車廂的兩頭均有駕駛室，不設貫通門。全長21.6米，闊2.8米，高3.41米，重58.0噸。列車使用雙頭型連結器，能夠拖行使用密著式連結器的載客列車及自動連結器的貨物列車。

### GV-E196型
GV-E196型為中間四輛的無動力碎石運輸車。負責裝著軌道用的碎石，車底有傾洩口，能夠鋪設路軌碎石。全長15.7米，闊2.7米，高2.9米，重23.5噸。

## 編成表
| 車型 | GV-E197-1 | GV-E196-1  | GV-E196-2  | GV-E196-3  | GV-E196-4  | GV-E197-2 |
| 型式 | Mc        | T          | T          | T          | T          | Mc        |
| 設備 | 柴油機車  | 碎石運輸車 | 碎石運輸車 | 碎石運輸車 | 碎石運輸車 | 柴油機車  |

## 歷史
列車首次於2021年1月17日曝光。其後JR東日本於1月19日發佈新聞稿；次日，列車甲種輸送從藤寄站運往新津站。。1月25日，TS01編成於信越本線的新津至羽生田間試車。試車完畢後，1月29日TS01編成自力從新津運輸區開往高崎車輛基地。
在2023年開始投入量產車，包括含有料斗車的6輛編組的6列列車（TS02 - TS07編組），此外，為了在非電氣化區間進行車輛的調車作業和牽引回送列車，還製造了2輛不帶料斗車的牽引車（TS08編組）
在2024年4月2日，開始從水郡線西金站的碎石裝載場向水戶和千葉支社管內運輸碎石，同月9日開始從吾妻線小野上站運輸碎石，取代了之前的日本國鐵DE10型柴油機車的運營。另外，計劃在2024年秋季，隨著群馬車輛中心所屬的電力機車和柴油機車退役，將其作為「SL群馬橫川」和「SL復古群馬橫川」的輔助動力車投入商業運營。

## 註解
1. ↑  鐵軌運輸用車輛KiYa E195系為JR東海開發車輛之改良型號